# Christian Guerche
Christian Guerche (né Agustin Albero le 6 juin 1928 à San-Sébastien et mort le 22 février 1993) est un journaliste et responsable politique français.

## Biographie
Arrivé en France à l'âge de 9 ans, pendant la guerre d'Espagne, pour fuir l'avancée des franquistes, Agustin Albero poursuit des études de droit à Paris lorsqu'il adhère au parti communiste français.
Il tisse alors des liens avec Santiago Carrillo, leader du Parti communiste espagnol, en exil, ainsi qu'avec Jorge Semprún.
Ces liens restent forts même après sa rupture avec le PCF, à la suite de la divulgation du rapport Khrouchtchev, en 1956.
Il travaille successivement comme employé de banque, puis administrateur d'un ballet basque, avant de se tourner, à partir du début des années 1960 vers le journalisme.
À cette période, il participe à la fondation du Parti socialiste unifié. Il collabore, sous le pseudonyme de Christian Guerche (et plus rarement de Marc Echeverry) au journal du PSU, Tribune socialiste.
Proche de Marc Heurgon et de Michel Rocard, il entre au comité politique national du parti en 1963, puis au bureau national, largement renouvelé, en 1967.
Il prend alors la direction politique de Tribune socialiste.
À partir de 1969, il prend ses distances avec Marc Heurgon, notamment sur la question du référendum sur la décentralisation, et quitte temporairement le BN. Il y revient en 1971, toujours sur la ligne de Michel Rocard, mais contrairement à lui, refuse de participer aux Assises du socialisme et de rejoindre le Parti socialiste.
Il maintient alors, avec André Barjonet, une tendance qui reprend les thèses rocardiennes, mais défend l'autonomie du PSU. Il sera à ce titre réélu au BN.
Sa santé déclinant, il quitte le BN et les responsabilités politiques après 1979.

## Sources
- Dictionnaire biographique du mouvement ouvrier mouvement social, notice de Roger Barralis et Gilles Morin